# Richard Adams
Richard George Adams (Newbury (Berkshire), 9 de maio de 1920 — Oxford, 24 de dezembro de 2016) foi um escritor inglês,  mais conhecido por seu best-seller Watership Down, publicado no Brasil como A Longa Jornada, e, mais recentemente, Em Busca de Watership Down, de 1972. À exemplo de Rudyard Kipling, a obra de Adams voltada para o público infanto-juvenil representava personagens animais, que apesar de assumirem características antropomórficas, nunca agiam de modo diferente, fisicamente, de animais de fato.

## Biografia e carreira
Richard Adams nasceu em 9 de maio de 1920 na cidade de Newbury (Berkshire), no condado Berkshire, no sul da Inglaterra. Era filho de George Beadon Adams, um médico, e Lilian Button, uma dona-de-casa, e tinha mais três irmãos mais velhos. Ele foi criado na localidade de Wash Common, nos arredores de Newbury, numa infância solitária, passando boa parte de seu tempo livre explorando os campos e bosques que circundavam a propriedade de sua família. Na infância, frequentou a Horris Hill School, em Hampshire, e durante a adolescência, foi educado na Bradfield College. Em 1938, aos dezoito anos de idade, foi aceito para a Worcester College da Universidade de Oxford, aonde começou a cursar História Moderna.
Em julho de 1940, no entanto, Adams teve que interromper seus estudos ao ser convocado para lutar no exército britânico na Segunda Guerra Mundial. Durante o conflito, ele serviu na brigada expedicionária, atuando na Europa Oriental, Oriente Médio e Sudeste asiático.  Em 1945, a Segunda Guerra Mundial teve seu fim, e o futuro autor pode voltar para a Grã-Bretanha.
Com efeito, em 1946 Adams retomou seus estudos na Worcester College de Oxford. Ele se formou em História Moderna em 1948, aos vinte e oito anos, e em 1953, aos trinta e três, obteve sua pós-graduação. Desde o fim dos anos 1940, o autor se associou ao Serviço Civil Britânico, atuando na secretaria de assistência do Ministério do Planejamento Local Domiciliar do Reino Unido, aonde trabalhou por quase quinze anos, sendo transferido apenas no final dos anos 1960 para o então recém-fundado Departamento de Meio-Ambiente do governo britânico. Ainda em 1949, Adams se casou com Elizabeth Acland. Com ela, o autor teve duas filhas, Juliette e Rosamond.
Richard Adams começou a escrever ficção em seu tempo livre a partir do fim dos anos 1950. No entanto, o autor só se dedicaria verdadeiramente ao ofício a partir de 1966. Naquela época, durante uma viagem de carro com suas filhas, ainda crianças, Adams começaria a contar para elas, improvisadamente, a história das aventuras de um grupo de coelhos que mais tarde se tornaria o romance Watership Down. Sobre esse episódio, o autor contou, em uma entrevista em 2007: "comecei a contar uma história sobre coelhos, improvisando, tirando tudo da minha cabeça espontaneamente, enquanto nós seguíamos de carro".
Assim como ocorreu com o também escritor inglês J. R. R. Tolkien com relação ao seu  romance O Hobbit (1937), Richard Adams, embora tenha dado continuidade a história depois daquela oportunidade, contando seu desenrolar para suas filhas como um modo de entretê-las antes delas dormirem, não planejava publicá-la ou sequer coloca-la no papel. Juliette e Rosamond, no entanto, fascinadas pela história, incentivariam o pai a escrevê-la. "Elas foram muito, muito insistentes", o autor contou em entrevista em 2007. Ele, então admirado com a baixa qualidade literária dos livros infantis que as duas liam, aceitou o pedido, acreditando que "poderia fazer melhor" do que muitos dos autores infanto-juvenis ingleses de sucesso da época. Richard Adams demoraria cerca de dois anos para finalizar o primeiro manuscrito do que se tornaria Watership Down, e posteriormente dedicaria a obra à suas duas filhas.
O autor ainda faria algumas mudanças no original da história antes de enviá-lo para a avaliação de editoras, muitas vezes consultando o livro The Private Life of the Rabbit, do biólogo R. M. Lockley para tornar os coelhos de sua história os mais verossímeis possíveis. Até 1972, no entanto, seu manuscrito seria avaliado e posteriormente rejeitado por quatro editoras, e três agências literárias desistiriam de representar Adams. Apenas naquele ano, o editor Rex Collings (1925-1996), da pequena editora londrina Rex Collings, aceitou publicar Watership Down. Na época, a Rex Collings havia republicado o clássico vitoriano Wood Magic, do autor Richard Jefferies (1848-1887), e Adams acreditava, com razão, que a editora iria se interessar pelo seu livro.
O publicação se mostraria um grande sucesso comercial e de crítica. Inicalmente lançado de maneira tímida, Watership Down se mostrou um fenômeno. Alcançou êxito comercial rapidamente, com a pequena editora Rex Collings sendo forçada a expandir consideravelmente sua maquinário de impressão e distribuição, e até alugar o espaço em gráficas de Londres para atender a demanda, apenas poucos meses depois do lançamento inicial do livro. Watership Down vendeu milhões de cópias no Reino Unido e no exterior até o final dos anos 1970, sendo o livro infanto-juvenil britânico mais vendido na Europa e nos EUA da década de 1970. Na época, a crítica especializada elogiou a obra pelo seu revigorante caráter antropomórfico mesclado com naturalismo. Em 1974, a divisão americana da editora Macmillan Publishers fez uma oferta de US$15 mil para publicar Watership Down nos Estados Unidos. Assim como na Grã-Bretanha, o livro foi um sucesso comercial. Em 2002, quando a publicação original de Watership Down completou trinta anos, o site WorldCat.com estimou que a obra já havia sido traduzida para 18 idiomas.
Após ter alcançado um inesperado e súbito sucesso com sua carreira literária, Richard Adams deixou seu emprego no Serviço Civil Britânico e, a partir de 1974, se tornou escritor em tempo integral, algo que ele planejava desde o fim dos anos 1950. Ao longo dos anos, o autor foi reverenciado várias vezes pela obra, ganhando com ela o Carnegie Medal de 1972, a mais prestigiada condecoração da literatura infanto-juvenil no Reino Unido, e o Children's Fiction Prize do jornal The Guardian, em 2001. Em 1978, a obra foi adaptada para o cinema, na animação homônima de uma hora e meia da produtora inglesa Nepenthe. O longa foi escrito, dirigido e produzido pelo cineasta Martin Rosen, e teve um orçamento, na época, de 4.8 milhões de dólares, arrecadando 3.7 milhões entre 1978 e 1979 nos Estados Unidos e no Canadá, e cerca ao equivalente a 5.0 milhões de dólares no Reino Unido, tendo sido o sexto filme com maior público total na Grã-Bretanha em 1979.
No mesmo ano de 1974, Adams lançou seu segundo romance, a obra de fantasia Shardik, que juntamente com o também romance Maia de Adams de 1984, formou a dualogia de literatura fantástica Beklan Empire. Em 1977, o autor publicou The Plague Dogs, que foi transformado em uma animação em 1982 também por Martin Rosen. Em 1975, Adams foi aceito na Royal Society of Literature.
Entre janeiro e fevereiro de 1981, Adams fez uma viagem de três semanas a Antártida, na companhia do biólogo R. M. Lockley. Lockley foi autor de The Private Life of the Rabbit, livro que serviu de base para a pesquisa que Adams fez para escrever Watership Down (Adams e Lockely haviam  se tornado amigos nos anos 1970). Na época, a viagem serviu de base para o livro Voyage Through the Antarctic, escritor em conjunto pelos dois e publicado em 1982. Ainda em 1982, o autor se tornou presidente da Royal Society for the Prevention of Cruelty to Animals (Real Sociedade para a Prevenção aos Maus Tratos aos Animais; RSPCA). Por períodos diferentes nos anos 1980, Adams atuou como escritor residente da Universidade da Flórida, em Gainesville, no estado da  Flórida, e na Hollins University em Roanoke, no estado da Virgínia, ambas nos EUA.
Em 1996, vinte e quatro anos depois da publicação original de Watership Down, Richard Adams lançou a coletânea de contos Tales from Watership Down, a primeira e única vez que o autor retornou ao universo criado por ele para a obra original.
A partir de 1999, Watership Down foi adaptado para a série de animação da televisão, uma co-produção da Alltime Entertainment, do Reino Unido, e da Decode Entertainment, do Canadá. Martin Rosen, responsável pelo filme baseado na obra de 1978, foi produtor executivo da série, que contou com 39 episódios e 3 temporadas exibidas entre 1999 e 2001.
No início de 2010, Adams recebeu o primeiro Whitchurch Arts Award de "figura inspiradora", da Whitchurch Arts Society, conselho local de Whitchurch, no condado de Hampshire, na Inglaterra, cidade aonde o autor residia então, para o incentivo da cultura. Em abril do mesmo ano, Richard Adams  publicou Gentle Footprints, cujos royalties foram doados para fundação britânica Born Free, que luta a favor dos direitos dos animais.
Em 9 de maio de 2010, Adams comemorou seu aniversário de noventa anos com uma festa em Whitchurch, Hampshire, no sul da Inglaterra, na casa em que o autor e sua esposa, Elizabeth, viviam desde o início dos anos 1980.
Em dezembro de 2016, aos noventa e seis anos, Richard Adams faleceu vítima de complicações sanguíneas em um hospital de Oxford, em Oxfordshire, Reino Unido.

## Obras
- Watership Down (1972)
- Beklan Empire
- Shardik (1974)
- Maia (1984)
- Nature Through the Seasons (1975)
- The Tyger Voyage (1976)
- The Plague Dogs (1977)
- The Adventures & Brave Deeds Of The Ship's Cat On The Spanish Maine: Together With The Most Lamentable Losse Of The Alcestis & Triumphant Firing Of The Port Of Chagres (1977) (publicado também como The Ship's Cat)
- The Girl in a Swing (1980)
- The Iron Wolf and Other Stories (1980, publicado nos Estados Unidos como The Unbroken Web)
- The Phoenix Tree (1980, uma coleção de vários autores, inclui "The Story of El-ahrairah and the Black Rabbit of Inle" de Watership Down)
- The Legend of Te Tuna (1982)
- Voyage Through the Antarctic (1982; com R.M Lockley)
- Traveller (1988)
- The Day Gone By (autobiografia) (1990)
- Tales from Watership Down (coleção de histórias ligadas) (1996)
- The Outlandish Knight (1999)
- Daniel (2006)